# Delias eudiabolus
Delias eudiabolus is een vlindersoort uit de familie van de Pieridae (witjes), onderfamilie Pierinae.
Delias eudiabolus werd in 1915 beschreven door Rothschild.